# Adelquis Remón Gay
Adelquis Remón Gay (Rafael Freyre, Cuba,  21 de enero de 1949 - Puerto Plata, República Dominicana, 15 de noviembre de 1992) fue un Maestro Internacional de ajedrez cubano.

## Palmarés y participaciones destacadas
Ganó en 1990 el Memorial Capablanca en La Habana.
Perdió la vida en un accidente de avión, con otras 34 personas. Tras chocar con el pico Isabel de Torres. En vuelo de regreso para participar en un torneo de ajedrez organizado por el Instituto Superior Latinoamericano de Ajedrez, ISLA, en La Habana, Cuba.
Adelquis cumplía misión internacionalista como entrenador del equipo nacional de Ajedrez de la República Dominicana. Junto con él murieron varios de sus alumnos y prometedores ajedrecistas.